# Lộc Thuận, Lộc Ninh
Lộc Thuận là một xã thuộc huyện Lộc Ninh, tỉnh Bình Phước, Việt Nam.
Xã Lộc Thuận có diện tích 49,49 km², dân số năm 1999 là 7.818 người, mật độ dân số đạt 158 người/km².